# 雷蒙四世 (图卢兹伯爵)

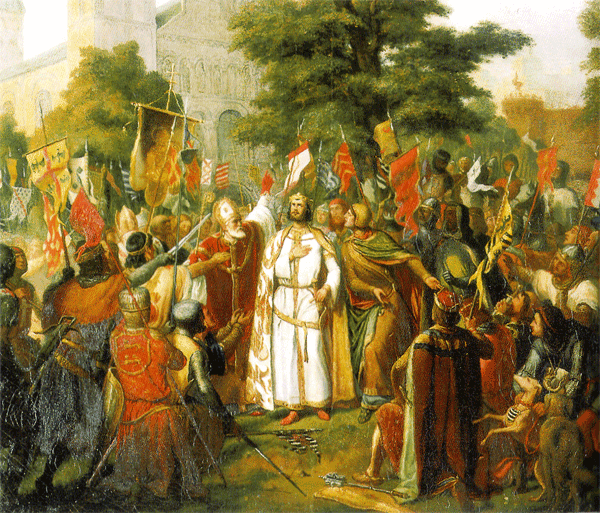
圣吉尔正在发誓解放耶路撒冷

雷蒙四世（法語：Raymond IV de Toulouse，约 1041年—1105年2月28日），有时也被称为 圣吉尔的雷蒙或的黎波里的雷蒙一世，法国南部的一位强大的贵族，也是第一次十字军东征（1096-99年）的主要将领之一。他是圖盧茲伯爵、纳博讷公爵和普罗旺斯侯爵（自1094年）。在他生命的最后五年裡，他致力于建立和巩固在中东的的黎波里伯爵领地。